# Clefi
Clefi (... – 574) è stato re dei Longobardi e re d'Italia dal 572 al 574.

## Biografia
Dopo la morte di Alboino, ucciso nel 572 nella congiura ordita dalla moglie Rosmunda, i trentacinque duchi longobardi riuniti a Pavia, appena conquistata ed elevata a capitale del regno longobardo e città in cui l'ultimo re ostrogoto Teia venne eletto, elessero Clefi come suo successore, secondo re longobardo d'Italia. La sua ascesa al trono segnò l'interruzione della dinastia dei Gausi, poiché Clefi apparteneva alla stirpe dei Beleos.
Clefi estese le conquiste longobarde a nuovi territori continuando l'avanzata di Alboino con la conquista della Tuscia e cingendo d'assedio Ravenna. Perseguitò i nobili romani e bizantini nel tentativo di continuare coerentemente la politica di Alboino che mirava a spezzare gli istituti giuridico-amministrativi già consolidati durante il precedente dominio ostrogoto e bizantino, eliminando buona parte dell'aristocrazia latina, occupandone le terre e acquisendone i patrimoni.
Il suo regno durò poco, appena 18 mesi: nel 574 fu sgozzato con una spada da un membro del suo seguito (o da un suo schiavo), assieme alla moglie Masane. L'aggressione al re fu guidata da alcuni duchi o forse dall'esarca di Ravenna. In seguito alla sua morte, i Longobardi rinunciarono all'elezione di un successore e si costituirono in 36 ducati separati, sostanzialmente indipendenti tra loro (Periodo dei Duchi).
Oltre ad Autari, ebbe altre due figlie: una figlia sposò il duca di Torino Agilulfo di origine turingia, poi re dei Longobardi. L'altra figlia sposò Ansul, un nobile, che morì assassinato in circostanze misteriose presso Verona, durante le feste celebrate in occasione del matrimonio di Autari con Teodelinda.
Se Paolo Diacono, nei casi di Clefi e del figlio Autari, scrive delle circostanze della morte, nulla dice del luogo della loro sepoltura. Secondo il trecentesco Catalogo Rodobaldino, i due re assieme alle due regine galliche, vennero sepolti nella chiesa pavese dei martiri Gervasio e Protasio.